# Karlova Studánka
Karlova Studánka (niem. Bad Karlsbrunn, Karlsbrunn) – czeska miejscowość uzdrowiskowa na Śląsku, w paśmie górskim Wysokiego Jesionika (czes. Hrubý Jeseník), dawna osada górnicza, w której wydobywano rudy żelaza.

## Charakterystyka
Miejscowość położona jest na wysokości 800 m n.p.m. Granice miejscowości sięgają najwyższego szczytu Sudetów Wschodnich, góry Pradziad (czes. Praděd). Jest to przedostatnia pod względem wielkości miejscowość Czech.
Karlova Studánka słynie głównie ze znanego uzdrowiska.
Wcześniej miejscowość nosiła niemiecką nazwę Hinnewieder, później Bad Karlsbrunn lub Karlsbrunn. Obecną nazwę uzyskała na cześć Karola Ludwika Habsburga, który pobił Napoleona w bitwie pod Aspern.

## Turystyka
Znajdują się tu liczne pensjonaty: „Figura”, „Na Hubertově”, „U Došků”, „U Nováků”, „U Sedlářů”, „U Seifertů” i „U Vodopádu”.
Karlova Studánka to punkt wypadowy turystyki: pieszej i rowerowej. Prowadzą z niej liczne szlaki turystyczne na trasach:
  Karlova Studánka, Hubert – Hvězda – góra Kopřivový vrch – góra Železný vrch – Malá Morávka;
  Karlova Studánka – dolina Údolí Bílé Opavy – góra Ostrý vrch – schronisko Barborka – przełęcz Sedlo Barborka – góra Petrovy kameny – Ovčárna – góra Vysoká hole – Velká kotlina – dolina rzeki Moravice – Karlov pod Pradědem – Malá Morávka;
  Karlova Studánka – Hvězda – góra Hřeben – góra Ovčí vrch (1) – przełęcz Malá hvězda – góra Vysoká hora – Vrbno pod Pradědem;
  Karlova Studánka – Ovčárna – góra Petrovy kameny – przełęcz Sedlo Barborka – góra Pradziad – schronisko Švýcárna – góra Velký Jezerník – Kamzík – góra Nad Petrovkou – góra Hřbety – Kouty nad Desnou;
  Karlova Studánka – dolina Údolí Bílé Opavy – góra Ostrý vrch – vodopády Bílé Opavy – góra Petrovy kameny – Ovčárna – góra Vysoká hole – góra Temná – góra Kopřivná – Karlov pod Pradědem;
  Karlova Studánka – Hvězda – góra Hřeben – szczyt Ovčí vrch (1) – przełęcz Malá hvězda – szczyt Kopřivník – góra Anenský vrch – dolina potoku Uhliřský potok – Karlovice,
oraz cztery szlaki spacerowe:
 Karlova Studánka – Hvězda – Karlova Studánka;
 Karlova Studánka – Skalnáty vrch – Rolandův kámen – Karlova Studánka;
 Karlova Studánka – Hvězda – Karlova Studánka;
 ulicami Karlovej Studánki.
Przez Karlovą Studánkę prowadzą również dwa szlaki rowerowe na trasach:
 (nr 6029) Bruntál – Rudná pod Pradědem – Suchá Rudná – Hvězda – Karlova Studánka – Sedlo nad Karlovou Studánkou (Kóta) – Vidly – Vrbno pod Pradědem;
 (nr 553) Rýmařov – góra Harrachovský kopec – Dolní Moravice – Malá Morávka – Hvězda – Karlova Studánka – Vrbno pod Pradědem – Drakov.
Na stoku góry Skalnatý vrch znajduje się trasa narciarstwa zjazdowego
 długość około 540 m z wyciągiem narciarskim, określona jako łatwa.
Z Karlovej Studánki prowadzi również trasa narciarstwa biegowego:
 Karlova Studánka – Skalnatý vrch – góra Lyra – góra Žárový vrch – góra Plošina – góra Zámecká hora – Ludvíkov.